# Kanał Szczakowski

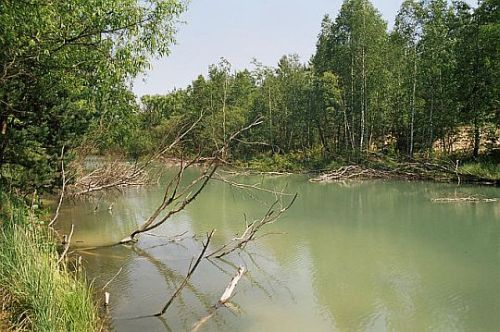
Kanał Szczakowski

Kanał Szczakowski (zwany także Kanałem Głównym) – kanał w województwie śląskim i małopolskim, lewy dopływ Białej Przemszy, który powstał w celu odprowadzania wód z terenu odkrywkowej kopalni piasku Szczakowa, powstałej w połowie lat 50. XX w. Jego długość to 12,5 km a powierzchnia zlewni wynosi 30 km².
Kanał ma wiele dopływów w postaci mniejszych kanałów. Początek swój kanał bierze w południowej części miejscowości Bukowno (woj. małopolskie) skąd, płynąc w kierunku zachodnim, dociera do dzielnicy Jaworzna – Szczakowej (woj. śląskie), aby następnie dotrzeć do ujścia do Białej Przemszy, które znajduje się w Sosnowcu – Maczkach. Kanał przebiega przez tereny, które od wielu lat podlegają rekultywacji. W Szczakowej przepływa tuż obok zbiornika Sosina. W dwóch miejscach zlokalizowano nad jego brzegami przepompownie wody pitnej dla GPW Katowice.
Brzegi kanału są miejscami silnie zarośnięte (górny i środkowy bieg) i niedostępne. Także samo koryto kanału jest miejscami całkowicie pokryte roślinnością wodną i trzcinową. Wolno sącząca się woda jest tu bardzo czysta. Niestety wydaje się, że z roku na rok wody w kanale ubywa.
W kanale i jego sąsiedztwie żyje wiele ssaków wodnych (bóbr, wydra, nutria) oraz ptaków. Żyje tu także wiele gatunków ryb (przede wszystkim: kleń, szczupak, pstrąg potokowy).